# Iwabuchi Sanji

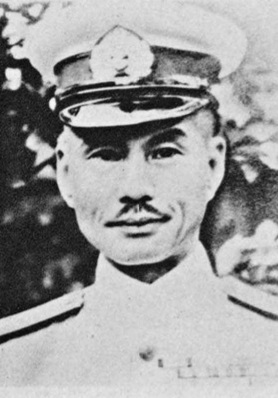
Iwabuchi Sanji

Iwabuchi Sanji (jap. 岩淵 三次; * 2. März 1895 in Sanjō; † 26. Februar 1945 in Manila, Philippinen) war ein japanischer Vizeadmiral, der im Zweiten Weltkrieg die Verteidigung von Manila organisierte und während der Schlacht starb.

## Laufbahn
Iwabuchi schloss die 43. Klasse der kaiserlich japanischen Marineakademie im Dezember 1915 als 13. von 96 Kadetten ab. Er besuchte anschließend die Marineartillerieschule, um sich auf diesem Gebiet zu spezialisieren. Er diente zunächst als Kaigun-shōi (Leutnant zur See) auf dem Panzerkreuzer Iwate und ab 1918 als Kaigun-chūi (Oberleutnant zur See) auf dem Panzerkreuzer Nisshin. Als Oberleutnant wurde er 1919 dem Zerstörer Umikaze zugeteilt. Nach Abschluss der Torpedo-Kriegsschule 1920 wurde er bis Ende 1922 der Yokosuka Luft Gruppe zugeteilt. Dort erhielt er am 1. Dezember 1922 den Rang Kigun-taii (Kapitänleutnant) und am 1. Dezember 1927 den Rang Kaigun-shōsa (Korvettenkapitän).
In den 1930er Jahren diente Iwabuchi als Hauptschützenoffizier auf einer Reihe von Schiffen, darunter der Leichte Kreuzer Ōi, der Leichte Kreuzer Abukuma und der Schwere Kreuzer Chōkai sowie das Schlachtschiff Hiei. 15. November 1933 erfolgte die Beförderung zum Kaigun-chūsa (Fregattenkapitän). In den Jahren 1934–1935 wurde er dem Marinedistrikt Kure zugewiesen und war für die Küstenartillerie zuständig.
Iwabuchi wurde im November 1937 zum Kaigun-Taisa (vergleichbar Kapitän zur See) befördert und erhielt 1938 das Kommando über den Seeflugzeugtender Kamoi. Im April 1941 wurde ihm das Kommando über des Schulkreuzer Kashii übertragen.
Zum Zeitpunkt des Angriffs auf Pearl Harbor im Jahr 1941 war Iwabuchi Kapitän des Wasserflugzeug-Tenders Akitsushima. Am 25. März 1942 wurde er in den Stab der Kombinierten Flotte versetzt und erhielt am 20. April 1942 das Kommando über das Schlachtschiff Kirishima. Er befehligte die Kirishima in der Schlacht um Midway im Juni 1942. Die Kirishima wurde in der Seeschlacht von Guadalcanal am 15. November desselben Jahres schwer beschädigt. Iwabuchi musste die schwer beschädigte Kirishima aufgeben und wurde mit anderen Überlebenden von einem Zerstörer evakuiert. Eine Woche später, am 22. November, wurde Iwabuchi  zum Kommandeur der 11. Luftflotte ernannt und war für die Luftoperationen über Guadalcanal und Rabaul zuständig.
Am 10. Februar 1943 kehrte Iwabuchi in den Marinedistrikt Yokosuka zurück und wurde am 1. Mai zum Kaigun-shōshō (Konteradmiral) befördert. Am 5. Mai wurde er der Personal- und Rekrutierungsabteilung im Marinedistrikt Maizuru zugeteilt. Normalerweise wäre dies eine Sackgasse für seine Karriere gewesen, doch die zunehmend verzweifelte Kriegssituation bot Iwabuchi eine letzte Chance für einen Fronteinsatz. Am 1. November 1944 erhielt er das Kommando über die 3. Südlichen Expeditionsflotte und am 17. November über die dazugehörige Bodentruppe. Er wurde auf die Philippinen beordert, wo eine alliierte Invasion drohte.

## Tod
Generalleutnant Tomoyuki Yamashita gab Iwabuchi den direkten Befehl, sich kampflos aus Manila zurückzuziehen. Yamashita wollte seine Streitkräfte konsolidieren und vermeiden, dass er in der Innenstadt von Manila mit fast einer Million Zivilisten in einen Stellungskrieg verwickelt wird. Iwabuchi weigerte sich jedoch wiederholt, den Befehlen Folge zu leisten. Er erklärte, dass er seine Position bis zum Tod halte würde.
Iwabuchi befehligte die Verteidigung der Stadt Manila im Februar 1945 mit 14.000 schlecht ausgerüsteten und undisziplinierten Marinesoldaten sowie rund 10.000 Nachzüglern der Armee in Manila, während die 14. Regionalarmee, die Luzon gegen die Amerikaner verteidigte, sich nach Baguio zurückzog. Am 2. Februar erreichte die 1. US-Kavalleriedivision die Stadt. Etwa 8.000 amerikanische Fallschirmjäger der 11. US-Luftlandedivision waren inzwischen in den Tagaytay-Hügeln gelandet und marschierten schnell in Richtung Manila. Die 1. Kavalleriedivision war am 3. Februar über die letzte intakte Brücke über den Pasig gekommen, und nach heftigem Widerstand waren es am 19. Februar vermutlich nur noch etwa 2.000 Mann, die gegen die GIs kämpften. Während des alliierten Artilleriebeschusses von Iwabuchis Stellungen wurden Tausende von Zivilisten getötet. Weitere Tausende wurden im Kreuzfeuer getötet, und Tausende wurden von den japanischen Streitkräften als Vergeltung für die Angriffe der Alliierten getötet, was als Massaker von Manila bezeichnet wurde. Es soll rund 100.000 Opfer gegeben haben. Am 26. Februar beging Iwabuchi in seinem Gefechtsstand Suizid, wahrscheinlich indem er sich mit einer Handgranate in die Luft sprengte, und wurde postum zum Kaigun-chūjō (Vizeadmiral) befördert.

## Weblink
- Iwabuchi Sanji bei Pacific Pacific War Online

| Personendaten    | Personendaten           |
| ---------------- | ----------------------- |
| NAME             | Iwabuchi, Sanji         |
| ALTERNATIVNAMEN  | 岩淵 三次 (japanisch)   |
| KURZBESCHREIBUNG | japanischer Vizeadmiral |
| GEBURTSDATUM     | 2. März 1895            |
| GEBURTSORT       | Sanjō, Japan            |
| STERBEDATUM      | 26. Februar 1945        |
| STERBEORT        | Manila, Philippinen     |